# セント・ジョージ教区 (バルバドス)
セント・ジョージ教区（セント・ジョージきょうく、英語: Parish of Saint George）は、バルバドスの行政教区のひとつ。最大都市はザ・グリーブ。11ある教区のうち2つある内陸教区のうちの一つである（もう一つはセント・トーマス教区）。北から時計回りにセント・ジョゼフ教区、セント・ジョン教区、セント・フィリップ教区、クライスト・チャーチ教区、セント・マイケル教区、セント・トーマス教区の6つの教区と接しており、最も多く他の教区と接している。人口は19,767人（2010年国勢調査）。
1645年に設置された。かつてはヴェストリー制により地方政府として機能していたが、1958年に新設された地区へ統合されて以降は行政機能を持っていない。2009年選挙区評議会法によると2つの選挙区評議会が設置されている。
教区で最も目立つランドマークはガンヒル信号所である。

## 主要都市
- コンスタント（英語版）（Constant）
- ニューベリー（英語版）（Newbury）
- ザ・グリーブ（The Glebe）